# Viedma (jezioro)
Viedma (hiszp. Lago Viedma) – jezioro w Argentynie. Położone w Andach Patagońskich (Patagonia), w południowej części kraju, blisko granicy z Chile.
Jezioro zostało odkryte w 1782 roku podczas ekspedycji prowadzonej przez Hiszpana Antonia de Viedmę. W 1945 roku utworzono na jego terytorium park narodowy. Jezioro Viedma częściowo leży w Parku Narodowym Los Glaciares. W 1981 roku Park Narodowy Los Glaciares został wpisany na listę światowego dziedzictwa UNESCO.
Jezioro jest odwadniane poprzez rzekę Leona do jeziora Argentino.